# Leskovica (Štip)
Leskovica (makedonsky: Лесковица) je vesnice v Severní Makedonii. Nachází se v opštině Štip ve Východním regionu.

## Geografie
Vesnice se nachází 27 km od města Štip, uprostřed svahů hory Serta, v nadmořské výšce 551 metrů. Silnice spojující Štip a Negotino se nachází 500 metrů za vesnicí.
Zpevněná cesta napojená na hlavní tah končila před začátkem obce a po vesnici bývala pouze polní cesta. Teprve v roce 2014 byly cesty na hlavní ulici vyasfaltovány.
Vesnicí dvakrát denně projíždí autobus do města Štip a Negotino.

## Historie
Na konci 19. století byla vesnice součástí Osmanské říše. Podle etnografa a spisovatele Vasila Kančova v roce 1900 žilo ve vesnici 759 obyvatel, z toho 544 byli Makedonci a 215 Turci.
Během 20. století byla vesnice součástí Jugoslávie, konkrétně Socialistické republiky Makedonie.

## Demografie
Podle sčítání lidu z roku 2002 žije ve vesnici 113 obyvatel, z toho 111 jsou Makedonci a 2 Srbové.
| Rok          | 1900 | 1905 | 1948 | 1953 | 1961 | 1971 | 1981 | 1991 | 1994 | 2002 |
| ------------ | ---- | ---- | ---- | ---- | ---- | ---- | ---- | ---- | ---- | ---- |
| Obyvatelstvo | 759  | 768  | 739  | 810  | 874  | 719  | 431  | 219  | 195  | 113  |